# Кокин град
Кокин град је приједорско градска четврт.

## Географија
Насеље се налази источно од центра града. Границе представљају улице Бошка Бухе (исток), Краља Александра (сјевер), Саве Ковачевића (запад) те индустријска зона бивше фабрике Целпак према југу.

## Архитектура
Кокин град је густо насељено подручје са великим бројем стамбених зграда и породичних кућа. Куће су редом грађене током 60их и 70их година и веома су сличне, као и дворишни објекти. У насељу се налазе Црвени и Плави солитер, највеће зграде у Приједору.

## Демографија
МЗ Кокин град броји око 2.500 становника, углавном Срба.